# Aciculacarus papillosus
Aciculacarus papillosus är en kvalsterart som beskrevs av Hopkins 1975. Aciculacarus papillosus ingår i släktet Aciculacarus och familjen Hygrobatidae. Inga underarter finns listade i Catalogue of Life.